# طريقة (صوفية)
الطريقة الصوفية هي السيرة المختصة بال‍سالك‍ين إلى الله تعالى من قطع المنازل والترقي في المقامات

## تعريف
الطريقة الصوفية تعني النسبة إلى شيخ ترقى ووصل إلى رتبة الشيخ المربي. وتحصل على رتبة صوفية من مراتب الأولياء عند الصوفية كالقطب والغوث والوتد والبدل.
ويكون الشيخ من أهل الكرامات والمكاشفات، ويكون له ذكر خاص ينفرد به عن سائر الشيوخ أصحاب الطرق، هذا الذكر يتلقاه من الغيب إما من الله رأسًا، أو نزل منه الله سبحانه مكتوبًا، أو من الرسول ﷺ في اليقظة أو في المنام، أو من الخضر عليه السلام وبهذا يكون لهذا الذكر الخاص ميزة وفضل خاص أكبر من الموجود في القرآن والسنة.تمتاز الطرق الصوفية بأن لكل طريقة مشاعر خاصة ولون العلم ولون الخرقة، وطريقة الذكر الصوفي، ونظام الخلوة مميز فيما بينها.والطريقة الصوفية غالبًا ما يتوارثها الأبناء عن الآباء، وعامة الذين يؤسسون الطرق يصلون نسبهم بالرسول ﷺ وبذلك يكونون من آل بيته.
وغالبًا ما تسمى الطريقة باسم مؤسسها، وأحيانًا تسمى باسم خاص (كالختمية) مثلًا (والزوامة) نسبة إلى الزم لأن ذكرهم (بالزوم).

## اختلاف الطرق
تختلف الطرق التي يتبعها مشايخ الطرق في تربية طلابها ومريديها باختلاف مشاربهم واختلاف البيئة الاجتماعية التي يظهرون فيها
- فقد يسلك بعض المشايخ طريق الشدة في تربية المريدين فيأخذونهم بالرياضات العنيفة ومنها كثرة الصيام والسهر وكثرة الخلوة والاعتزال عن الناس وكثرة الذكر والفكر.
- وقد يسلك بعض المشايخ طريقة اللين في تربية المريدين فيأمرونهم بممارسة شيء من الصيام وقيام مقدار من الليل وكثرة الذكر، ولكن لا يلزمونهم بالخلوة والابتعاد عن الناس إلا قليلا.
- ومن المشايخ من يتخذ طريقة وسطى بين الشدة واللين في تربية المريدين.[بحاجة لمصدر]

وللطرق الصوفية شارات وبيارق وألوان يتميزون بها: فيتميز الرفاعية باللون الأسود. ويتميز القادرية باللون الأخضر. ويتميز الأحمدية باللون الأحمر. أما البرهانية فإنها لا تتميز بلون واحد كسائر الطرق بل تتميز بثلاث ألوان: الأبيض الذي تميز به إبراهيم الدسوقي، والأصفر الذي تميز به الإمام أبو الحسن الشاذلي ومنحه لابن أخته إبراهيم الدسوقى، والأخضر وهو كناية عن شرف الانتساب لبني هاشم.
والطرق الصوفية وان اختلفت وتباينت لكنها تتفق بالآتي:
- طقوس الاحتفال بدخول المريد في الطريقة.
- اجتياز المريد مرحلة شاقة من الخلوة والصلاة والصيام.
- الإكثار من الذكر والحركات البدنية المختلفة.

## بداية ظهور الطرق الصوفية
لا يعرف على وجه التحديد من بدأ التصوف في الإسلام ويقال بأن التصوف أول ما ظهر كان في الكوفة بسبب قربها من بلاد فارس، والتأثر بالفلسفة اليونانية بعد عصر الترجمة، يقول شيخ الإسلام ابن تيمية: «ان أول من عرف بالصوفي هو ابوهاشم الكوفي سنة 150هـ»، وظهرت أول الطرق الصوفية وأسس لها الصوفي الإيراني محمد أحمد الميهمي المتوفي سنة 430هـ والمعروف باسم أبي سعيد. الذي أقام في بلدته نظامًا للدراويش، وبنى خانًا بجوار منزله للصوفية، وكان من أوائل اللذين كتبوا في طريقة التربية الصوفية وهو سابق على عبد الكريم القشيري صاحب الرسالة القشيرية الذي ولد سنة 376هـ وتوفي سنة 465هـ بينما كان مولد أبي سعيد في سنة 357هـ وهو بذلك أكبر من القشيري وأقدم. وقد انتشرت بعد ذلك في القرنين الخامس والسادس الهجريين الطرق الصوفية وانتقلت من إيران إلى المشرق العربي حيث ظهر الأقطاب الأربعة:
1. أحمد بن علي الرفاعي
2. عبد القادر الجيلاني
3. أحمد البدوي
4. إبراهيم الدسوقي

وشيّدوا طرقهم الرئيسية الأربعة وأضافوا إليها أورادهم وأدعيتهم. وتوجد اليوم طرق عديدة جدًا في أنحاء العالم ولكنها كلها مستمدة من هذه الطرق الأربعة. إضافة إلى أوراد أبو الحسن الشاذلي صاحب الطريقة الشاذلية والتي تعتبر أوراده جزءًا من أوراد أي طريقة موجودة اليوم.[بحاجة لمصدر]

## أسباب نشأتها (حسب رأي السلفية)
يقول ابن تيمية: «فمن أسباب نشأة الفرق عموما والطرق الصوفية منها: كثرة البدع وانتشارها، والجدال والمراء والخصومة في الدين، ومجالسة أهل الأهواء والبدع ومخالطتهم، والجهل، ويشمل الجهل بمذهب السلف، والجهل باللغة العربية، والجهل بمقاصد الشريعة»
وهناك أسباب أخرى من أهمها:
- أخذ الدين من غير الكتاب والسنة وآثار السلف
- التلقي عن أهل الكتاب وغيرهم
- اعتماد الرؤى والأحلام والمنامات
- الاعتماد على الأحاديث الضعيفة والموضوعة
- خوارق ظنوها آيات وهي من أحوال الشياطين
- حب الشهرة والجاه، واتباع الهوى
- الطمع المادي في الثراء والعيش الرغيد
- تسلط الصوفية في بعض البلاد الإسلامية على الجامعات والمراكز العلمية

ومن أسباب نشأة الطرق مزاعمهم العظيمة بضمان الجنة للمريد، وهذا أمر مشهور عند الصوفية، كما ذكره الشعراني، وزعمه التجاني، والميرغني شيخ الختمية، ودعاويهم العريضة المتضمنة أن كتبهم من النبي ﷺ، أو من الله ، وأنه أوصى بالطريقة الفلانية، وكل يدعي ذلك لنفسه، وما ينسبونه لشيوخهم من أساطير وغير ذلك

## أهم الطرق الصوفية
| اسم الطريقة                       | نسبتها                                        | تاريخ الوفاة | أماكن الانتشار |
| --------------------------------- | --------------------------------------------- | ------------ | --- |
| المريدية                          | أحمدو بمب                                     | 1927م        | السنغال موريطانيا وغامبيا، ومالي وساحل العاج، والمغرب وتونس وأميركا وفرنسا وبرازل وإسبانيا وإيطاليا ألمانيا |
| الطريقة العمرية                   | الشيخ عبد الغني العمري الحسني                 |              | المغرب ومصر وسوريا |
| الطريقة الخليلية                  | الشيخ إبراهيم أبو خليل                        |              | السعودية ومصر والكويت |
| الطريقة الكركرية                  | الشيخ محمد فوزي الكركري                       |              | المغرب ومصر والجزائر والسنغال وتونس وفرنسا وإسبانيا وهولندا والسعودية وأستراليا ولبنان |
| الطريقة القادرية                  | الشيخ عبد القادر الجيلاني                     | 561هـ        | فلسطين والجزائر والعراق ومصر وشرق أفريقيا والمغرب وأريتريا وتونس |
| الطريقة القادرية الأسدية          | الشيخ الامام محمد الأسد القادري الاسدي        | 922 هـ       | بلاد الشام |
| الطريقة السعدية                   | الشيخ سعد الدين الجباوي                       | 575هـ        | بلاد الشام |
| الطريقة الرفاعية                  | الشيخ أحمد بن علي الرفاعي                     | 578هـ        | العراق ومصر والاردن وغرب آسيا |
| الطريقة الأحمدية أو البدوية       | الشيخ أحمد البدوي                             | 627هـ        | مصر |
| الطريقة الأكبرية                  | الشيخ محيي الدين بن عربي الملقب بالشيخ الأكبر | 638هـ        | مصر |
| طريقة آل باعلوي                   | الشيخ محمد بن علي باعلوي                      | 653هـ        | اليمن وأندونيسيا وشرق آسيا والحجاز وتهامة ووسط وجنوب أفريقيا |
| الطريقة الشاذلية                  | الشيخ أبي الحسن الشاذلي                       | 656هـ        | مصر، المغرب العربي، اليمن، سوريا، الأردن السعودية وتونس |
| الطريقة البرهانية الدسوقية        | الشيخ إبراهيم الدسوقي                         | 676هـ        | مصر، السودان، ليبيا، تونس، الجزائر، المغرب، لبنان، سوريا، الأردن، السعودية، اليمن، الإمارات العربية، الكويت، الباكستان ، السويد، النرويج، الدنمارك، ألمانيا، هولندا، لوكسمبورغ، سويسرا، إيطاليا، روسيا، بريطانيا ، كندا، الولايات المتحدة ، |
| الطريقة البكتاشية                 | الشيخ محمد بن إبراهيم بكتاش                   | 738هـ        | العراق ومصر وسوريا وألبانيا وتركيا والبوسنة |
| الطريقة النقشبندية                | الشيخ محمد بهاء الدين شاه نقشبند              | 791هـ        | آسيا الوسطى وسوريا |
| الطريقة العروسية                  | الشيخ أحمد بن عروس                            | 869هـ        | تونس وليبيا |
| الطريقة العيساوية                 | الشيخ محمد بن عيسى                            | 933هـ        | الجزائر والمغرب، ليبيا وتونس |
| الطريقة الخلوتية                  | الشيخ محمد بن أحمد بن محمد كريم الدين الخلوتي | 986هـ        | مصر وتركيا وفلسطين والأردن |
| الطريقة السمانية                  | الشيخ محمد بن عبد الكريم السمان               | 1189هـ       | السودان |
| الطريقة التيجانية                 | الشيخ أبو العباس أحمد بن محمد التيجاني        | 1230هـ       | الجزائر والمغرب وتونس وموريتانيا وليبيا ومصر والسودان والسنغال وتشاد وغانا ونيجيريا والنيجر وفلسطين وسوريا والكويت وقطر والإمارات والسعودية واليمن والعراق وفرنسا وهولندا وبريطانيا والولايات المتحدة الأمريكية والهند وماليزيا وإندونيسيا  |
| الطريقة الإدريسية                 | الشيخ أحمد بن إدريس الفاسي                    | 1253هـ       | السودان والصومال واليمن |
| الطريقة المولوية                  | الشيخ جلال الدين الرومي                       | 1272هـ       | تركيا وحلب |
| الطريقة الختمية                   | الشيخ محمد عثمان الميرغني الختم               | 1267هـ       | السودان وأريتريا وأثيوبيا |
| الطريقة السنوسية                  | الشيخ محمد بن علي السنوسي                     | 1276هـ       | ليبيا وشمالي أفريقيا والسودان والصومال |
| الطريقة الكسنزانية                | الشيخ عبد الكريم الشاه الكسنزان               | 1317هـ       | العراق وإيران واسعة الانتشار حيث وصل الی ۹۷ دولة |
| الطريقة الركينية                  | الشيخ محمد أحمد الركين                        | 1332هـ       | السودان |
| الطريقة العلاوية                  | الشيخ أحمد مصطفى العلاوي                      | 1353هـ       | الجزائر |
| الطريقة الصوفية العلوية المغربية  | الشيخ سعيد ياسين                              |              | المغرب |
| الطريقة القادرية الجيلانية        | الشيخ عبد الخالق محمدين                       | 1380هـ       | المغرب وفرنسا وإندونيسيا وإسبانيا والجزائر وتونس وبلجيكا وهولندا |
| الطريقة الجعفرية                  | الشيخ صالح الجعفري إمام الأزهر                | 1399هـ       | المغرب والسنغال وغرب أفريقيا |
| الطريقة القادرية البودشيشية       | علي بن محمد الملقب علي بودشيش                 |              | المغرب |
| الطريقة الرحيمية                  | عبيد بن إبراهيم رحيمي                         | 1411هـ       | تونس |
| الطريقة السيفية                   | آخوند زاده سيف الرحمن                         | 1431هـ       | الباکستان وافغانستان وتركيا وفلسطين |
| الطريقة النونية الرفاعية الشافعية | الشيخ نور الدين علي محمد حسن السليماني        |              | السعودية ومصر والولايات المتحدة وجنوب شرق آسيا |
| الطريقة الصديقية الشاذلية         | الشيخ علي جمعة                                |              | مصر |
| الطريقة المغازية                  | القطب الحجازى سيدى محمد المغازى               | 603 هجرية    | مصر الجزائر تونس المغرب ليبيا |
| الطريقة الرفاعية الرواسية         | محمد بهاء الدين الرواس                        |              | العراق سوريا الأردن |

## الطريقة الكركرية
نسبة إلى محمد فوزي الكركري وينتشر أتباعها في المغرب ومصر والجزائر والسنغال وتونس وفرنسا وإسبانيا وهولندا والسعودية وأستراليا ولبنان وهي طريقة شاذلية درقاوية علاوية من مشايخها الشيخ محمد بن قدور الوكيلي الكركري والشيخ الطاهر الكركري والشيخ الحسن الكركري.

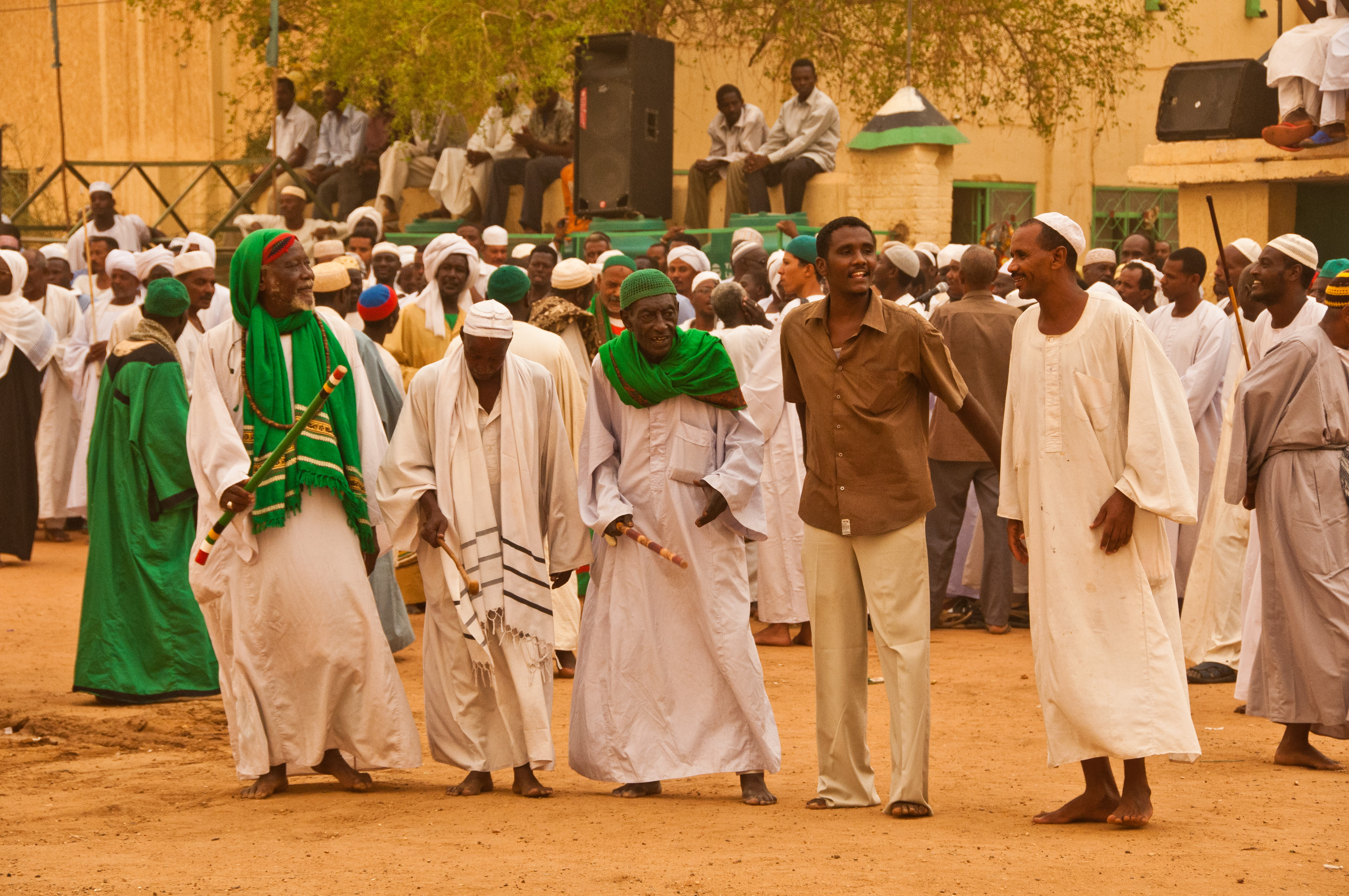

## الطريقة القادرية
نسبة إلى عبد القادر الجيلاني (471 هـ - 561هـ)، وينتشر أتباعها اليوم في بلاد الشام والعراق ومصر وشرق أفريقيا والسودان. وقد كان لرجالها الأثر الكبير في نشر الإسلام في قارة أفريقيا وآسيا، وفي الوقوف في وجه المد الأوروبي الزاحف إلى المغرب العربي.

### الطريقة القادرية البودشيشية
نسبة إلى علي بن محمد الذي حمل لقب «علي بودشيش» لكونه كان يطعم الناس -أيام المجاعة- طعام «الدشيشة» بزاويته. وتنتشر هذه الطريقة في الجزائر والمغرب.

### الطريقة القادرية العركية

رجل متصوف من السودان

نسبة إلى عبد الله العركي المولود في القرن العاشر الهجري 923 هـ والمتوفى عام 1019 هـ فقيه الحرمين وأستاذ المذهب المالكي في المسجد الحرام. وهي من أكبر الطرق الصوفية في السودان ومقرها في مدينتي أبو حراز وطيبة الشيخ عبد الباقي في ولاية الجزيرة بالسودان ويمثلها العركيون.

### الطريقة القادرية الجيلانية
نسبة إلى عبد الخالق محمد ين بن محمد الذي حمل لقب «جبلي» لكونه جائه ذات يوم رجل عارف بالله إلى منزله وقال له والله لقد اجتمعو اولياء الله جميعا وسموك الجبلي. وتنتشر هذه الطريقة في المغرب والجزائر وتونس وفرنسا وبلجيكا وهولندا وإندونيسيا وإسبانيا.[بحاجة لمصدر]

## الطريقة الرفاعية
نسبة إلى أبي العباس أحمد بن علي الرفاعي ويطلق عليها البطائحية نسبة إلى مكان ولاية بالقرب من قرى البطائح بالعراق.

## الطريقة المعينية
نسبة إلى الشيخ ماء العينين وهي منتشرة في المغرب وموريتانيا والسنغال والسودان وكان لهذه الطريقة الدور الكبير في انتشار الإسلام في ربوع أفريقيا والوقوف امام المد الإنجليزي والفرنسي والأسباني بالمغرب وموريتانيا حيث استنفر الشيخ ماء العينين الناس للجهاد.[بحاجة لمصدر]

## الطريقة البدوية
كما تعرف باسم «الطريقة الأحمدية» نسبة إلى أحمد البدوي والذي يمسى «شيخ العرب» 634هـ ولد بفاس، حج ورحل إلى العراق، واستقر في طنطا حتى وفاته. وأتباع طريقته منتشرون في بعض محافظات مصر، ولهم فيها فروع كالبيومية والشناوية وأولاد نوح والشعبية وآل رمضان وهم المعتدلون السنيون الأحمديون نسبة لشيخهم محمد عبد الهادي رمضان، والشيخ شعبان أحمد رمضان وهم من الأدارسة نسبة إلي جدهم محمد بن ادريس الأكبر وقدموا من بلاد المغرب العربي واستقروا بمصر ومقرهم بمركز شبراخيت محافظة البحيرة بجمهورية مصر العربية. وشعارهم (وما آتاكم الرسول فخذوه، وما نهاكم عنه فانتهوا)وذكرهم: كلمة التوحيد، والدعاء، والصلاة علي النبي محمد صلى الله عليه وسلم
وانتشرت طريقته من مصر إلى أقطار العالم الإسلامي مثل تركيا وليبيا والسودان وغيرها من الدول العربية والاوربية والآسيوية.

## الطريقة الدسوقية
نسبة إلى إبراهيم الدسوقي 676هـ المدفون بمدينة دسوق في مصر. وانتشر أتباعها الآن في السودان والمغرب العربي والشرق الأوسط وآسيو. وبحسب الشعراني، فإن الطريق عند الدسوقي يمكن تلخيصها في كلمتين: تعرف ربك وتعبده، فمن قَبل ذلك فقد أدرك الحقيقة والشريعة.

## الطريقة الأكبرية
نسبة إلى الشيخ محيي الدين بن عربي الملقب بالشيخ الأكبر 638هـ، وتقوم طريقته على عقيدة التوحيد والصمت والعزلة والجوع والسهر، ولها ثلاث صفات:
- الصبر على البلاء.
- الشكر على الرخاء
- الرضا بالقضاء.

## طريقة آل باعلوي
تأسست معالمها على يد محمد بن علي باعلوي الملقب بـ«الفقيه المقدَّم» المولود بمدينة تريم في حضرموت سنة 574 هـ والمتوفى بها سنة 653 هـ. والتي أخذت على يد عبد الله بن علوي الحداد منهجا جديدا. تنتشر بشكل أساسي في حضرموت، ولها انتشار في إندونيسيا وماليزيا وسنغافورة وكينيا وتنزانيا والهند وباكستان والحجاز وتهامة واليمن والإمارات. ويمكن تلخيص الطريقة بخمسة مبادئ وهي: (العلم، العمل، الورع، الخوف، الإخلاص)

## الطريقة الشاذلية
نسبة إلى أبي الحسن الشاذلي، يشتهر أتباعها بالذكر المفرد الله والضمير العائد على الله هو، ويفضلون اكتساب العلوم عن طريق الذوق وهو تلقي الأرواح للأسرار الطاهرة في الكرامات وخوارق العادات، كذلك معرفة الله معرفة يقينية، ولايحصل ذلك إلا عن طريق الذوق أو الكشف. يمتدحون السماع وهو سماع الأناشيد والأشعار المحرضة على جهاد النفس والعدو. تفرعت عن الشاذلية طرق عدة، منها:

### الطريقة الغظفية
نسبة إلى الشيخ محمد الأغظف الداودي المتوفى سنة 1210 هـ، والغظفية طريقة خاصة بموريتانيا تركز على العمل والإنتاج والتقشف والجلد. من أكبر ممثليها ومشايخها الشيخ عبد الله بن بيه نائب رئيس الاتحاد العالمي لعلماء المسلمين، الذي ورث المشيخة والمريدين والورد عن أبيه.

### الطريقة العلاوية
نسبة إلى أحمد العلاوي ومن تلاميذه المداني، ومن تلاميذ المداني إسماعيل الهادفي في تونس.

### الطريقة الزيانية
نسبة إلى الشيخ امحمد بن أبي زيان، حيث قال: من اكتفى بالعلم دون الاتصال بالحقيقة انقطع، ومن اكتفى بالعبادة دون ورع انغر، ومن قام بما يجب عليه من الاحكام نجا.

### الطريقة القاسمية الشاذلية
وهذه الطريقة تنتسب إلى الشيخ أبي الحسن الشاذلي-مؤسس الطريقة في مصر هو الشيخ محمد كشك والمدفون بضاحية الخليفة بالقاهرة وانتقلت خلافة الطريقة الي احفاده آل البراموني والشيخ الحالي هو سمير عبد الحميد البراموني.[بحاجة لمصدر]

## الطريقة البكتاشية
هي الطريقة التي كانت تنتشر بين الإنكشارية، وهي لا تزال منتشرة في ألبانيا، وكان لهذه الطريقة أثر بارز في نشر الإسلام بين الأتراك والمغول.

## الطريقة المولوية
أنشأها الشاعر الأفغاني جلال الدين الرومي 672هـ والمدفون بقونية، أصحابها يتميزون بإدخال الرقص والإيقاعات في حلقات الذكر، وقد انتشروا في تركيا وغرب آسيا، ولم يبق لهم في الأيام الحاضرة إلا بعض التكايا في تركيا وحلب وفي بعض أقطار المشرق.

## الطريقة النعمتللاهية
'تنسب إلى نعمة الله الولي العلوي الحلبي، وهو من أهل القرن التاسع الهجري. انتشرت النعمتللاهية في إيران والهند، وهي أوسع الطرق انتشاراً في إيران.

## الطريقة النقشبندية
تنسب إلى الشيخ بهاء الدين محمد بن محمد البخاري الملقب بشاه نقشبند 791هـ، وهي طريقة تشبه الطريقة الشاذلية، ولقد انتشرت في فارس وبلاد الهند وبين الأكراد ولها وجود خاص في سوريا ومصر، ومن أشهر رجالاتها الشيخ أحمد الفاروقي السرهندي والشيخ خالد ضياء الدين النقشبندي الملقب بذي الجناحين والمدفون على سفح جبل قاسيون.

## الطريقة الملامتية
مؤسسها أبو صالح حمدون بن عمار المعروف بالقصار المتوفى 271 هـ.

## الطريقة التيجانية
نسبة إلى أبو العباس أحمد التيجاني المولود عام 1230هـ بالجزائر، بدأت هذه الطريقة في مدينة أبي سمغون وصار لها أتباع في الجزائر والمغرب وتونس ومصر وفلسطين والشام وتركيا والسودان (دارفور) والسنغال ونيجيريا وموريتانيا ومالي وأمريكا وفرنسا وإيطاليا وإسبانيا والمملكة المتحدة وألمانيا وبلجيكا والنمسا وسويسرا وروسيا والصين أندونيسيا وماليزياوالعراق.

## الطريقة الختمية
نسبة إلى محمد عثمان الميرغنى الختم وهي أسرة من مكة أرخ لها مرتضى الزبيدي والجبرتي في تاريخه وأحمد بن إدريس في الإبانة النورية وغيرهم وتلقى محمد عثمان علومه الدينية بمكة على يد علمائها وعلى رأسهم محمد يس إمام الحرم في حينها ثم تتلمذ على يد أحمد بن أدريس حتى أسس طريقته المعروفة بالختمية. وهي من أهم الطرق الصوفية في مصر والسودان وتنتشر هذه الطريقة شرق القارة الأفريقية وغربها وأوسطها وشمالها، ويرجع الفضل لهذه الطريقة في إدخال معظم أهل السودان وأريتريا إلى الإسلام كما يتبعها بعض سكان النيجر والجزائر والمغرب.

## الطريقة الركينية
اسسها العارف بالله تعالى الشيخ محمد أحمد الركيني رضي الله عنه وقال عن إنشائها وقد حصل الّإذن صريحآ بانشاء هذه الطريقة القرآنية السنية المحمدية الركينية يوم 15 رمضان 1336 ه وذلك بعد جلي المبشرات وواضح الاشارات وصريح العبارات ولذيذ الخطابات في أعلى مرات التنزيلات عند أكمل الشهود للحضرة العلية وقد تم المدد والاذن من الحضرة المحمدية والطلعة الأحمدية مع البشارة لنا ولسائر المنتمين صدقآ بالانضمام في حزب الناجين القائمين بالحق إلى يوم الدين) وقد أسسها على الكتاب والسنة ومشربها نبوي وعلمه وهبي قضى عمره داعيآ إلى الله على البصيرة توفى بقريته ودالركين جنوب شرق ودمدني بالسودان يوم الإثنين 10 أكتوبر 1964 وخليفته الآن إبنه الشيخ إبراهيم ابن الشيخ محمد احمد الركين ومن ابرز مشائخ الطريقة الشيخ عبد الرحيم الشهير بالركيني وللطريقة زاوية كبيرة في الخرطوم أبو اّدم وتنتشر الطريقة في ارجاء السودان المختلفة وفي نيجريا وإثيوبيا ومصر واندونيسيا[بحاجة لمصدر]

## الطريقة النونية الرفاعية الشافعية
مؤسسها نور الدين علي محمد حسن السليماني عام 1399 هـ.[بحاجة لمصدر]

## الطريقة الصديقية الشاذلية
مؤسسها الشيخ على جمعة عضو هيئة كبار العلماء بالأزهر الشريف عام 2018م ويتصل سند الطريقة العلمى والروحانى إلى سيدى أبو الحسن الشاذلى من طريق العالم الكبير المحدث السيد عبد الله بن الصديق الغمارى – من أكابر علماء علم الحديث الشريف – ويصل نسبه بسيدنا الإمام الحسن بن على بن أبى طالب حصل على عالمية الأزهر سنة 1931 وتوفى سنة 1992 وكان من أكابر تلاميذه  الدكتور على جمعة وأذن له بالتربية والتسليك، كما أذن له أيضا الإمام الرائد محمد زكى إبراهيم شيخ الطريقة المحمدية الشاذلية، والشيخ الدكتور حسن عباس زكى شيخ الطريقة القاضية الشاذلية، ولذلك فـ«الصديقية الشاذلية» تربطها صلات المودة والرحم بالكثير من الطرق الصوفية والشاذلية منها بوجه خاص

## الطريقة العلية القادرية الكسنزانية
وسُميت بالكسنزانية نسبة إلى اللقب الذي أطُلق على الشيخ عبدالكريم الشاه الكسنزان، وتُنسب هذهِ الطريقة إلى علي بن أبي طالب والشيخ عبد القادر الجيلاني والشيخ عبدالكريم الشاه الكسنزان وآخر شيوخ الطريقة هو الشيخ نهرو محمد عبدالكريم الكسنزاني وتنتشر هذهِ الطريقة في العراق وإيران.

## الطريقة المغازية الخلوتية
شيخها هو فضيلة الدكتور على نضال السيدمحمد محمد على محمد عامر المغازى وتنسب الطريقة إلى القطب الحجازى سيدى محمد المغازى الكبير فقد اسس الطريقة المغازية الصوفية سنة 603 هجرية ، 1207 ميلادية وقد انتقل مولانا الامام مؤسس الطريقة المغازية في شهر صفر سنة 694 هجرية ، 1294 ميلادية في كفر الشيخ مصر، وكان واحدا من كبار علماء عصره، وقد لقب بمدرس العلوم وفاتح بلاد الروم وهي طريقة صوفية شأنها شأن جميع الطرق الصوفية من تربية المريدين والأتباع والمحبين وتوصيلهم بالجناب العالي لله وحده بالحب والعبادة الصادقة المخلصة في جميع صلات العبد بربه من أداء فروض الإسلام الخمسة والآداب والأخلاق والمعاملة الطيبة والمجاهدة وتزكية النفس وقراءة الأوراد والأذكار والأدعية والأحزاب الخاصة بأسرار الطريقة والزُهد والصفاء والرحمة والمودة والورع والتقوى .

## الطريقة القرشية
الطريقة القريشية أو قريشية هي مدرسة ضمن التقاليد الصوفية والسلفية للإسلام. بدأت في شبه الجزيرة العربية.
تأسست الطريقة بموجب حديث محمد "سيظل الإسلام ظاهرًا حتى يكون هناك اثنا عشر خليفة. ثم قال النبي شيئًا لم أستطع فهمه. سألت والدي: ماذا قال؟ قال: قال إنهم جميعًا (اثنا عشر خليفة) سيكونون من قريش."
الطريقة لها عمومًا خليفة وأمراء أو قادة مثل الخلافة الراشدة وجماعة التبليغ ومجالس الشورى وما إلى ذلك وفقًا للسنة
حاليًا يقود الطريقة محمد بن عبد الله المعروف أيضًا باسم الشيخ زمزم وهو قديس فقير وبسيط يعيش كخليفة تقيًا في إرشاد محمد من الأحلام الصادقة.
وقد أعطى الزعامة لكثير من العلماء والقادة وأقام خلافة عالمية وولاية الأمير حذيفة جوجا.
ووفقًا للحديث فإن رواية سفيان تقول: "لا تذهب الدنيا حتى يملك العرب رجل من أهل بيتي يواطئ اسمه اسمي".

## معرض الصور

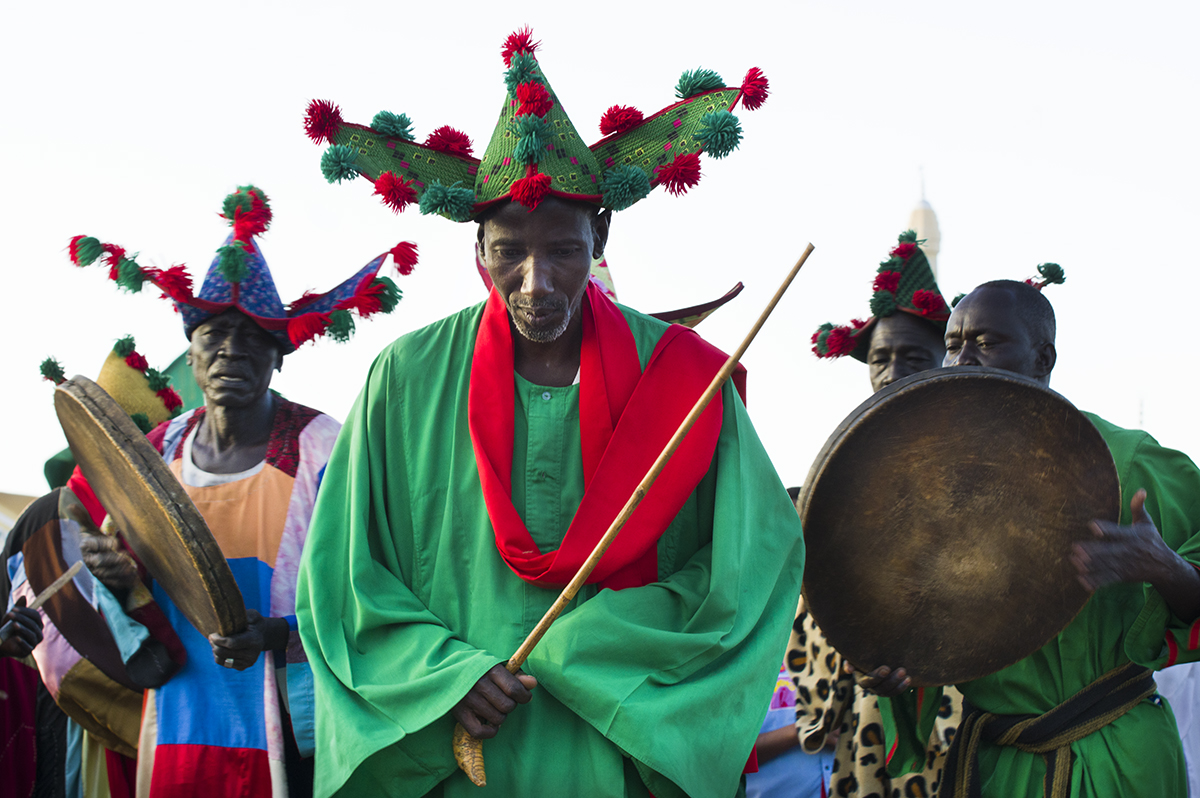
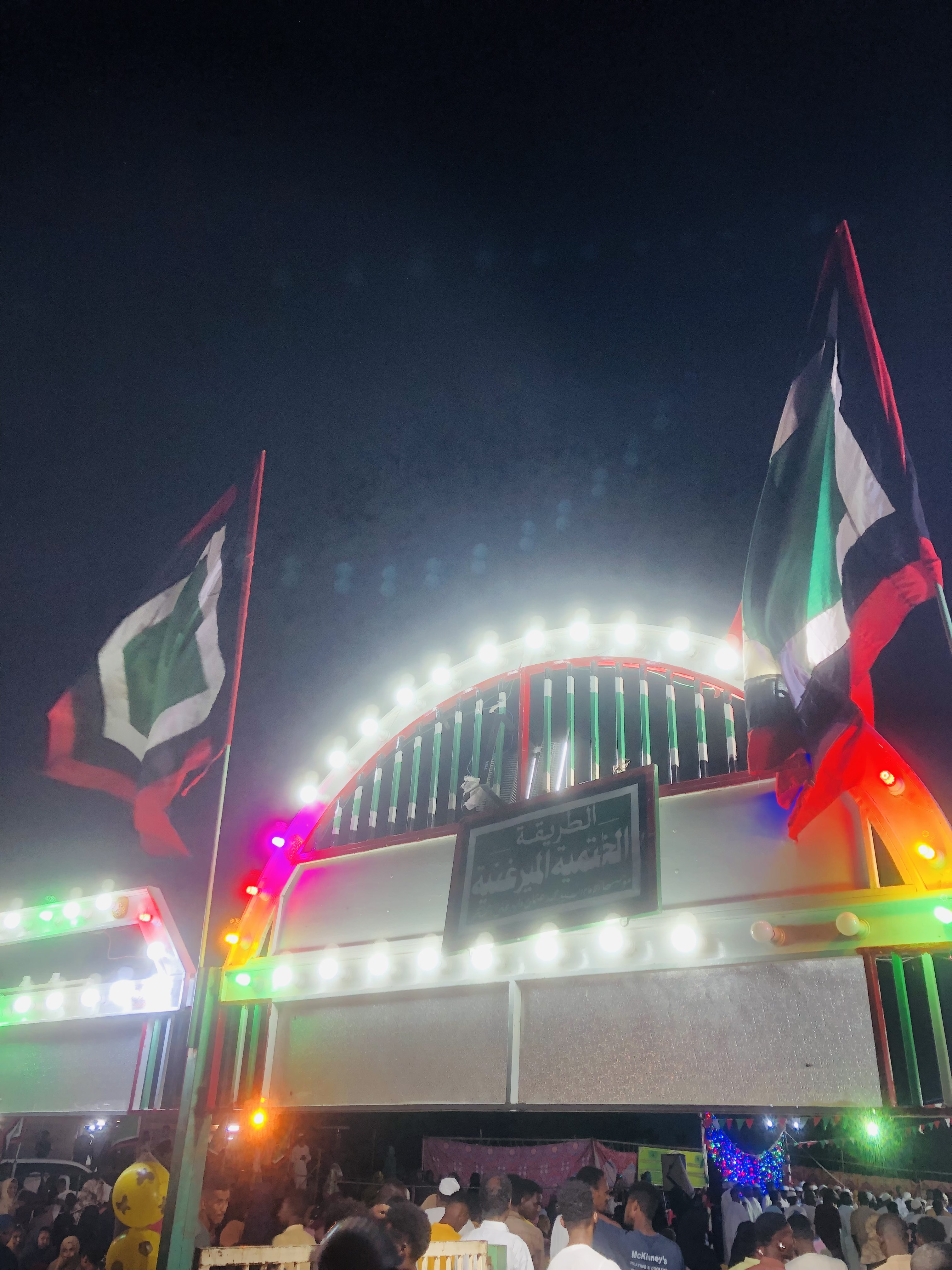
صور تُظهر الإحتفال بالمولد النبوي الشريف
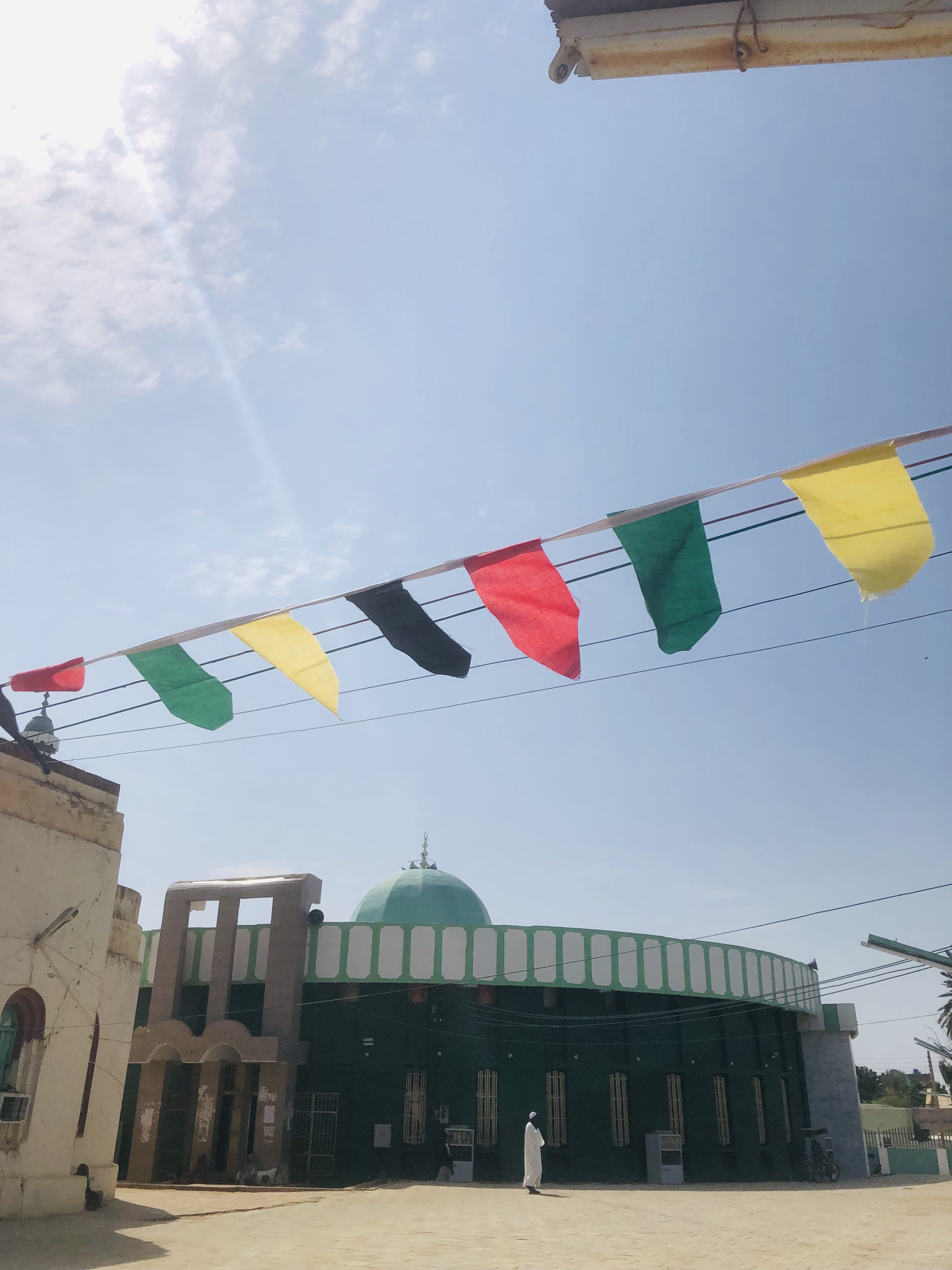
صور تُظهر الإحتفال بالمولد النبوي الشريف